# The Chaos Chapter: Freeze
The Chaos Chapter: Freeze (còn được gọi với tên The Chaos Chapter: FREEZE; tiếng Hàn: 혼돈의 장: FREEZE; Romaja: Hondon-eui Jang: Peurijeu) là studio album, đồng thời là album full-length thứ 2 sau The Dream Chapter: Magic của nhóm nhạc nam Hàn Quốc TXT. Album được chính thức phát hành vào ngày 31 tháng 5 năm 2021 bởi Big Hit Music và Republic Records.

## Bối cảnh phát hành
The Chaos Chapter: Freeze đánh dấu sự khởi đầu của một loạt câu chuyện mới sau chuỗi câu chuyện "The Dream Chapter", sau những thành công và tiến bộ của bộ ba The Dream Chapter (2019-2020), EP thứ ba của họ Minisode1: Blue Hour (2020) đóng vai trò như một "cầu nối "giữa hai bộ truyện cùng với album tiếng Nhật đầu tiên Still Dreaming (2021) được phát hành vào đầu năm nay. Album gồm 8 bài hát, bao gồm cả ca khúc chủ đạo 0X1 = Lovesong (I Know I Love You) có sự góp mặt của Seori. Về mặt âm nhạc, album được kết hợp với nhiều thể loại khác nhau bao gồm pop, rock, punk, alternative và disco.

## Quảng bá
Thời điểm album bắt đầu bán là cùng thời điểm công bố album. Vào ngày 30 tháng 4, giới thiệu ba phiên bản physical của album: "World", "Boy" và "You". Vào ngày 10 tháng 5, trailer concept của The Chaos Chapter: Freeze đã được phát hành trên kênh Youtube chính thức của Hybe Labels. Lần lượt vào ngày 28 tháng 5 và ngày 29 tháng 5, hai đoạn teaser cho video âm nhạc chính thức của ca khúc chủ đề "0x1=Lovesong (I Know I Love You)" đã được phát hành.

## Tiếp nhận quan trọng
| Đánh giá chuyên môn | Đánh giá chuyên môn |
| Nguồn đánh giá      | Nguồn đánh giá      |
| Nguồn               | Đánh giá            |
| ------------------- | ------------------- |
| NME                 | [ 4 ]               |
| The Arts Desk       | [ 5 ]               |

The Chaos Chapter: Freeze đã nhận được đánh giá tích cực từ các nhà phê bình âm nhạc và đạt được đánh giá 90/100 trên trang web Album of the Year. Tại trang Billboard, Heran Mamo đã nói rằng "dự án tám bài hát làm nổi bật ca khúc chủ đề 0X1 = Lovesong (I Know I Love You) với sự hòa trộn giữa pop-rock và lãng mạn cùng sự góp mặt của ca sĩ Hàn Quốc Seori. Các con số trong tiêu đề thể hiện sự hỗn loạn ở một nơi không chịu sự ảnh hưởng bởi bất kỳ điều gì, tình yêu của chàng trai chính là sự ưu tiên duy nhất." Sara Delgado của Teen Vogue đã viết rằng "Ở Freeze, trạng thái của TXT ở mức cực đoan và do đó, các bản nhạc mạnh mẽ của họ càng được thể hiện mạnh mẽ hơn bao giờ hết."

## Hiệu suất thương mại
Vào ngày 5 tháng 5, YG Plus, nhà phân phối album của TXT thông báo rằng The Chaos Chapter: Freeze đã vượt mốc 520.000 đơn đặt hàng trước, phá vỡ kỷ lục trước đó của nhóm với 400.000 đơn đặt hàng trước của Minisode1: Blue Hour. Vào ngày 31 tháng 5, ngày phát hành album, đã có thông báo rằng album đã vượt qua 700.000 bản đặt trước.

## Danh sách các bài hát
Bản quyền từ Tidal và Melon.
| Danh sách bài hát của The Chaos Chapter: Freeze | Danh sách bài hát của The Chaos Chapter: Freeze                                     | Danh sách bài hát của The Chaos Chapter: Freeze | Danh sách bài hát của The Chaos Chapter: Freeze | Danh sách bài hát của The Chaos Chapter: Freeze |
| STT                                             | Nhan đề                                                                             | Sáng tác | Người sản xuất                                  | Thời lượng                                      |
| ----------------------------------------------- | ----------------------------------------------------------------------------------- | --- | ----------------------------------------------- | ----------------------------------------------- |
| 1.                                              | "Anti Romantic"                                                                     | Alex Hope Salem Ilese Slow Rabbit "Hitman" Bang Danke Song Jae-kyung                                                                                                  | Alex Hope Slow Rabbit                           | 3:35                                            |
| 2.                                              | "0X1=Lovesong (I Know I Love You)" (featuring Seori)                                | Slow Rabbit RM Derek "Mod Sun" Smith Andrew Migliore Melanie Joy Fontana "Hitman" Bang Danke Will Simms Gabriel Brandes Matt Thomson Max Lynedoch Graham              | Slow Rabbit                                     | 3:22                                            |
| 3.                                              | "Magic"                                                                             | Olly Murs Sarah Blanchard Richard Boardman Pablo Bowman Anders Froen Aaron Hibell                                                                                     | The Six Aaron Hibell                            | 2:40                                            |
| 4.                                              | "Ice Cream" (소악행; Soakaeng [lit. "Small evil deeds"])                            | Jacob Attwooll Tristan Landymore Frederick Cox Conrad Sewell Danke "Hitman" Bang Lee Seu-ran Stella Jang Soobin Cho Yoon-kyung                                        | Jacob Attwooll                                  | 3:23                                            |
| 5.                                              | "What If I Had Been That Puma" (밸런스 게임; Baelronseu geim [lit. "Balance game"]) | Ebenezer Magnus Yeonjun Danke "Hitman" Bang Taehyun Cho Yoon-kyung Beomgyu 1월8일 Lutra Kim In-hyung                                                                  | Ebenezer Magnus                                 | 3:33                                            |
| 6.                                              | "No Rules"                                                                          | Gavin Jones Olof Lindskog Ryan Lawrie Lee Seu-ran Yeonjun Danke Hueningkai Beomgyu "Hitman" Bang Taehyun Cho Yoon-kyung 1월8일                                        | Ollipop                                         | 3:06                                            |
| 7.                                              | "Dear Sputnik" (디어 스푸트니크)                                                    | El Capitxn Hueningkai "Hitman" Bang Andy Love Danke Gabriel Brandes Matt Thomson Max Lynedoch Graham Ronnie Icon Taehyun Kim Seon-oh 1월8일 Kim Bo-eun Song Jae-kyung | Hueningkai El Capitxn                           | 3:15                                            |
| 8.                                              | "Frost"                                                                             | Ashton Casey Gina Kushka Jacob Manson Yeonjun Cho Yoon-kyung "Hitman" Bang Kim Bo-eun Danke Hwang In-chan                                                             | Jacob Manson                                    | 3:15                                            |
| Tổng thời lượng:                                | Tổng thời lượng:                                                                    | Tổng thời lượng: | Tổng thời lượng:                                | 26:08                                           |

## Giải thưởng
| Bài hát                            | Chương trình âm nhạc | Đài truyền hình | Ngày                     | Ghi chú |
| ---------------------------------- | -------------------- | --------------- | ------------------------ | ------- |
| "0x1=Lovesong (I Know I Love You)" | The Show             | SBS MTV         | ngày 8 tháng 6 năm 2021  | [ 13 ]  |
| "0x1=Lovesong (I Know I Love You)" | Show Champion        | MBC M           | ngày 9 tháng 6 năm 2021  | [ 14 ]  |
| "0x1=Lovesong (I Know I Love You)" | M Countdown          | Mnet            | ngày 10 tháng 6 năm 2021 | [ 15 ]  |
| "0x1=Lovesong (I Know I Love You)" | Music Bank           | KBS             | ngày 11 tháng 6 năm 2021 | [ 16 ]  |

## Bảng xếp hạng
| Bảng xếp hạng (2021)                     | Thứ hạng |
| ---------------------------------------- | -------- |
| Album Bỉ (Ultratop Vlaanderen)           | 114      |
| Album Canada (Billboard)                 | 90       |
| Finnish Albums (Suomen virallinen lista) | 20       |
| Album Đức (Offizielle Top 100)           | 19       |
| Italian Albums (FIMI)                    | 93       |
| Album Nhật Bản (Oricon)                  | 1        |
| Lithuanian Albums (AGATA)                | 37       |
| South Korean Albums (Gaon)               | 1        |
| Spanish Albums (PROMUSICAE)              | 30       |
| Album Thụy Sĩ (Schweizer Hitparade)      | 28       |
| UK Digital (OCC)                         | 19       |
| Album Hoa Kỳ Billboard 200               | 5        |
| US World Albums (Billboard)              | 1        |